# ガイソシジンデヒドロゲナーゼ
ガイソシジンデヒドロゲナーゼ（geissoschizine dehydrogenase）は、次の化学反応を触媒する酸化還元酵素である。
反応式の通り、この酵素の基質はガイソシジンとNADP+、生成物は4,21-ジデヒドロガイソシジンとNADPHである。
組織名はgeissoschizine:NADP+ 4,21-oxidoreductaseである。